# Strongylus
Strongylus ist eine Gattung parasitischer Fadenwürmer, die den Dickdarm von Pferden besiedeln. Es sind kräftige dunkelrote Würmer mit gut entwickelter, tonnenförmiger Mundkapsel, deren Vorderrand mit einer Krone aus blättchenartigen Kutikula-Bildungen besetzt ist. Die Artdifferenzierung erfolgt nach der Größe sowie dem Vorhandensein und Form der Zähne in der Basis der Mundkapsel. Sie werden in der Tiermedizin auch als „große Strongyliden“ bezeichnet.

## Arten
- Strongylus edentatus Looss, 1900
- Strongylus equinus Müller, 1780
- Pferdepalisadenwurm, Strongylus vulgaris Looss, 1900

## Lebenszyklus
Die Adulten leben im Lumen von Blinddarm und Colon und heften sich dort mit ihrer Mundkapsel an die Darmschleimhaut an. Die Weibchen geben elliptische, unembryonierte Eier ab, die mit dem Kot in die Umwelt gelangen. Hier schüpft die Larve 1 und häutet sich innerhalb von 2 Wochen zweimal. Die Drittlarve ist die ansteckende Larve. Diese wird als Schmierinfektion vom Wirt aufgenommen, dringt durch die Darmschleimhaut ein, häutet sich und vollzieht artabhängig eine Körperwanderung. Die Larve des Pferdepalisadenwurm dringt in die großen Blutgefäße des Dickdarms ein und kann hier über Monate persistieren, ehe sie nach erneuter Häutung in den Dickdarm zurückkehren. Die Larve von Strongylus edentatus gelangt von der Darmwand in die Leber, wo sie sich zur Larve 4 häutet, und nistet sich dann in Blutknoten im Bauchfell an. Von hier kehren sie als Präadulte in das Darmlumen zurück. Strongylus equinus bilden Knötchen in der Submukosa, häuten sich und gelangen dann in die Leber und kehren dann über die Bauchspeicheldrüse in das Darmlumen zurück.